# Saig
Saig ist ein Heilklimatischer Kurort im Landkreis Breisgau-Hochschwarzwald in der Nähe vom Titisee (ca. 1 km Luftlinie). Das Streudorf ist ein Ortsteil der Gemeinde Lenzkirch mit eigenem Ortschaftsrat.

## Geographie
Saig befindet sich in einer Hochflächen- und sanften Hanglage südlich des Hochfirsts, der mit 1196,9 m ü. NHN nicht nur die höchste Erhebung Saigs, sondern ganz Lenzkirchs ist.
Eine frühere Bezeichnung des Dorfes, Seigge, bedeutet Wasserscheide und bezieht sich auf seine Lage an einer der Rhein-Donau-Wasserscheide untergeordneten Wasserscheide.
Zu Saig gehört das Dorf Saig, die Zinken Hiera (Hürenhof), Hof, Holzmatte, Mühlingen, Schlauch, Steig (Grund), das Gehöft Stierhütte (Clemenshof) und die Wohnplätze Am Hochfirst und Saiger Höhe.
Bis zur Gemeindereform in Baden-Württemberg Anfang der 1970er Jahre erstreckte sich die Gemeinde im Westen bis an den Titisee. Der Fluss Gutach war die Ortsgrenze zwischen Saig und Titisee. Im Zuge der Eingemeindung Saigs zu Lenzkirch kam das östliche Seeufer zur Gemeinde Titisee-Neustadt.

## Geschichte
Das Dorf soll durch das Schaffhauser Kloster Allerheiligen gegründet worden sein. Zumindest bestätigte Kaiser Heinrich V. im Jahr 1111 dem Kloster seinen Besitz in Seegga bzw. Riedgras. 1277 hatten die Herren von Lupfen ebenfalls Besitz in Saig. Der Ort gehörte stets zur Herrschaft Lenzkirch und teilte damit auch meist deren Schicksal. So wurde die Herrschaft inklusive des Burgstalls Alt-Urach und eines Dorfes namens Gesserschweiler im Jahre 1491 für 6000 rheinische Goldgulden von den Blumeggern an Heinrich von Fürstenberg verkauft. Dort verblieb sie, bis sie mit dem Großteil des Fürstentums Fürstenberg im Jahr 1806 über die Rheinbundakte an das Großherzogtum Baden gelangte.
Im Zuge der Belagerung Freiburgs im Herbst 1713 drangen etwa 400 Franzosen bis nach Holzschlag vor. Auf dem Rückzug steckten sie, neben zwei Häusern in Mühlingen, in Saig die Kirche, den Pfarrhof, das Wirtshaus und sieben weitere Gehöfte in Brand. Bis zum Ende des 18. Jahrhunderts war Saig ein Wallfahrtsort. Ein Bericht aus dem Jahr 1889 blickt auf die Entwicklung Saigs zu einem viel besuchten Luftkurort im Zuge der vorherigen 15 Jahre zurück. Im Jahr 1900 vernichtete ein Großbrand im Ort u. a. das Pfarrhaus und die Johanneskapelle.
Im Jahr 1923 kam es zum Doppelmord am Ehepaar Köpfer an ihrem Wohnhaus durch Karl Friedrich Hundertpfund. Dieser wurde als letzter Mensch in der Republik Baden mit der Guillotine am 28. Oktober 1924 in Freiburg hingerichtet. 2023 wurde die Tat in einen Mundart-Theaterstück der Jostäler Freilichtspiele inszeniert.
Am 1. Oktober 1974 wurde Saig nach Lenzkirch eingemeindet.

## Wirtschaft und Infrastruktur

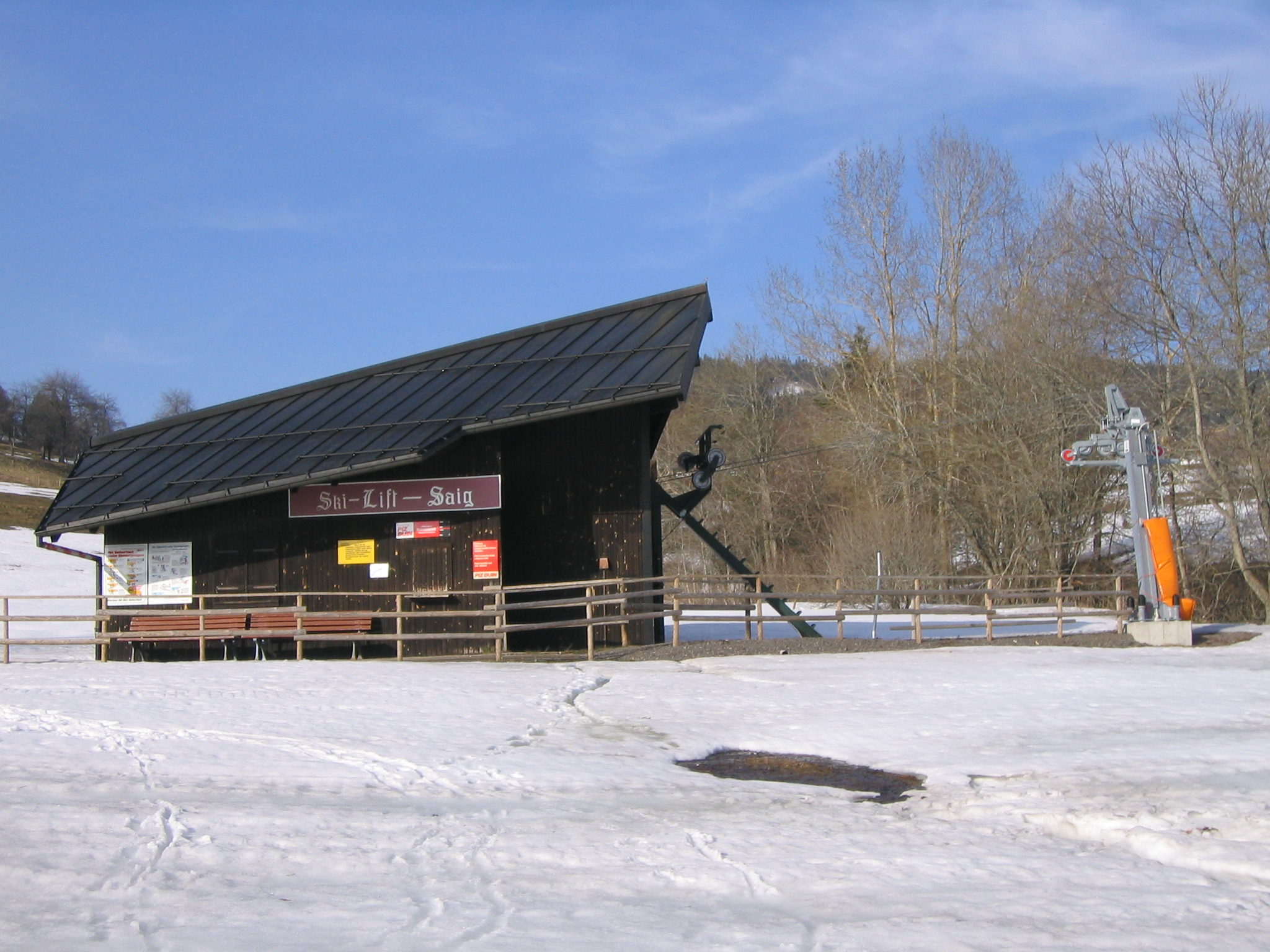
Skilift „großer Kuhberglift“ in Saig

Saig lebt vorwiegend vom Fremdenverkehr. So hat das 811 Einwohner mit Hauptsitz fassende Dorf 191 weitere Einwohner, die hier ihren Zweitwohnsitz haben (Stand 2024), sowie mehrere Hotels, Ferienwohnungen und Pensionen mit insgesamt ungefähr 700 Gästebetten. Die Saiger Höhe wird für Kongresse und Trainingslager genutzt.
Am Saiger Kuhberg befindet sich ein Skilift. Eine Rodelbahn – abends beleuchtet – führt mit einer Länge von etwa 1800 Metern hinunter an den Titisee. Daneben sind mehrere Loipen vorhanden.

## Bauwerke

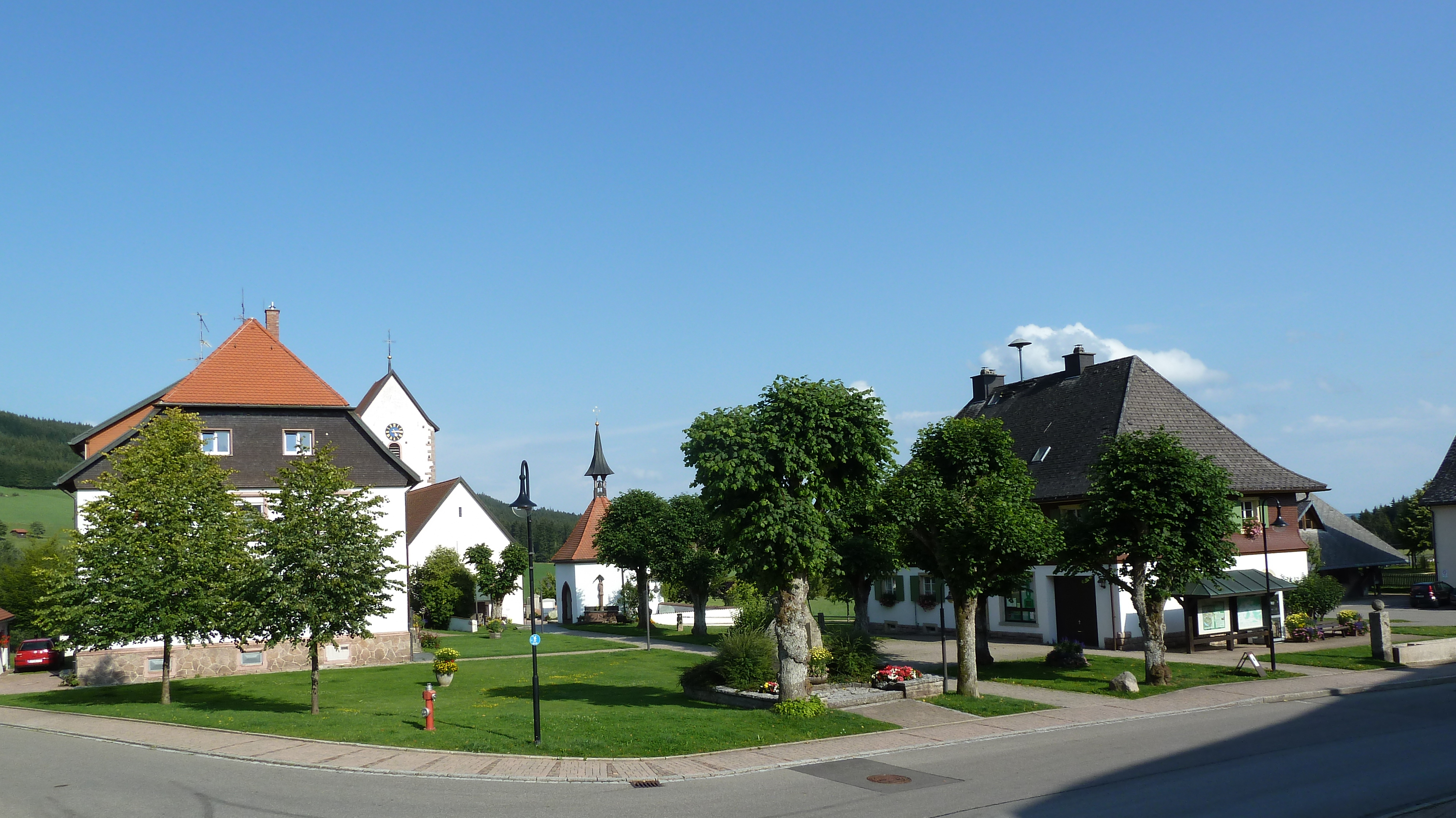
Ortskern: Pfarrhaus, Kirche St. Johann, Johanneskapelle, ehemaliges Rathaus

Im Ortskern befindet sich ein Gesamtensemble, bestehend aus der Pfarrkirche St. Johann, dem Friedhof sowie der Johannes- und der Ölberg-Kapelle. Sakristei und Turm der Kirche stammen aus dem Jahre 1412, Turm und Chor überstanden die Zerstörungen des Jahres 1713, bevor die Kirche um 1770 im Barock neu errichtet wurde. 1965 wurde sie erweitert. Die Ölbergkapelle wurde 1728 errichtet und als Beinhaus genutzt. Inzwischen dient sie zur Aufbahrung bei Beerdigungen. In ihr befinden sich Figuren einer Ölberggruppe von 1675, die Johann Conrad Winterhalder zugeschrieben werden. Die Johanneskapelle von 1410 war nach dem Großbrand von 1900 leicht verändert wieder aufgebaut worden. Der Johannesbrunnen daneben war Ziel der oben erwähnten Wallfahrer. Ebenfalls nach dem Großbrand entstanden das Pfarrhaus nach den Plänen von Max Meckel (1901) sowie das Rathaus nach den Plänen seines Sohnes Carl Anton Meckel (1914).
Am Gipfel des Hochfirsts befinden sich das bewirtschaftete Hochfirsthaus sowie der gegen Eintritt zugängliche Hochfirstturm, von welchem aus man bei entsprechendem Wetter Sicht auf das Alpenpanorama von der Zugspitze bis zum Mont Blanc hat.

## Persönlichkeiten
Neben einigen Persönlichkeiten, die in Saig geboren wurden oder aufgewachsen sind, kamen die meisten zur Erholung in den Ort:
- Karl Pearson (1857–1936), britischer Mathematiker, weilte in den 1880er-Jahren in Saig
- Amy Levy (1861–1889), britische Schriftstellerin, besuchte Pearson[20]
- Fritz Klimsch (1870–1960), Bildhauer, Ehrenbürger von Saig, hier beerdigt
- Johanna Geissmar (1877–1942), Ärztin, lebte von 1935 bis 1940 in Saig
- Eduard Schalfejew (1888–1962), Politiker, Mäzen der Pfarrkirche[21]
- Otto Faller (1889–1971), Jesuitenprovinzial, Schriftsteller, wurde in Saig geboren
- Johannes Asdonk (1910–2003), Arzt, eröffnete 1972 in Saig mit seiner Dr.-Vodder-Klinik die weltweit erste lymphologische Fachklinik, die 1975 als Feldbergklinik  nach Altglashütten zog[22][23]
- Mara Scherzinger (* 1989), Schauspielerin, wuchs in Saig auf

Zudem verbringen oder verbrachten mehrere Fußballvereine ihre Trainingslager in Saig, so die Alemannia Aachen, der FC Aarau und der FC Basel. Die AH-Mannschaft der Fußballabteilung des SV Blankenloch 1911 aus Stutensee konnte 2012 bereits zum 40. Mal im Ort begrüßt werden.